# St-Pierre (Fouesnant)

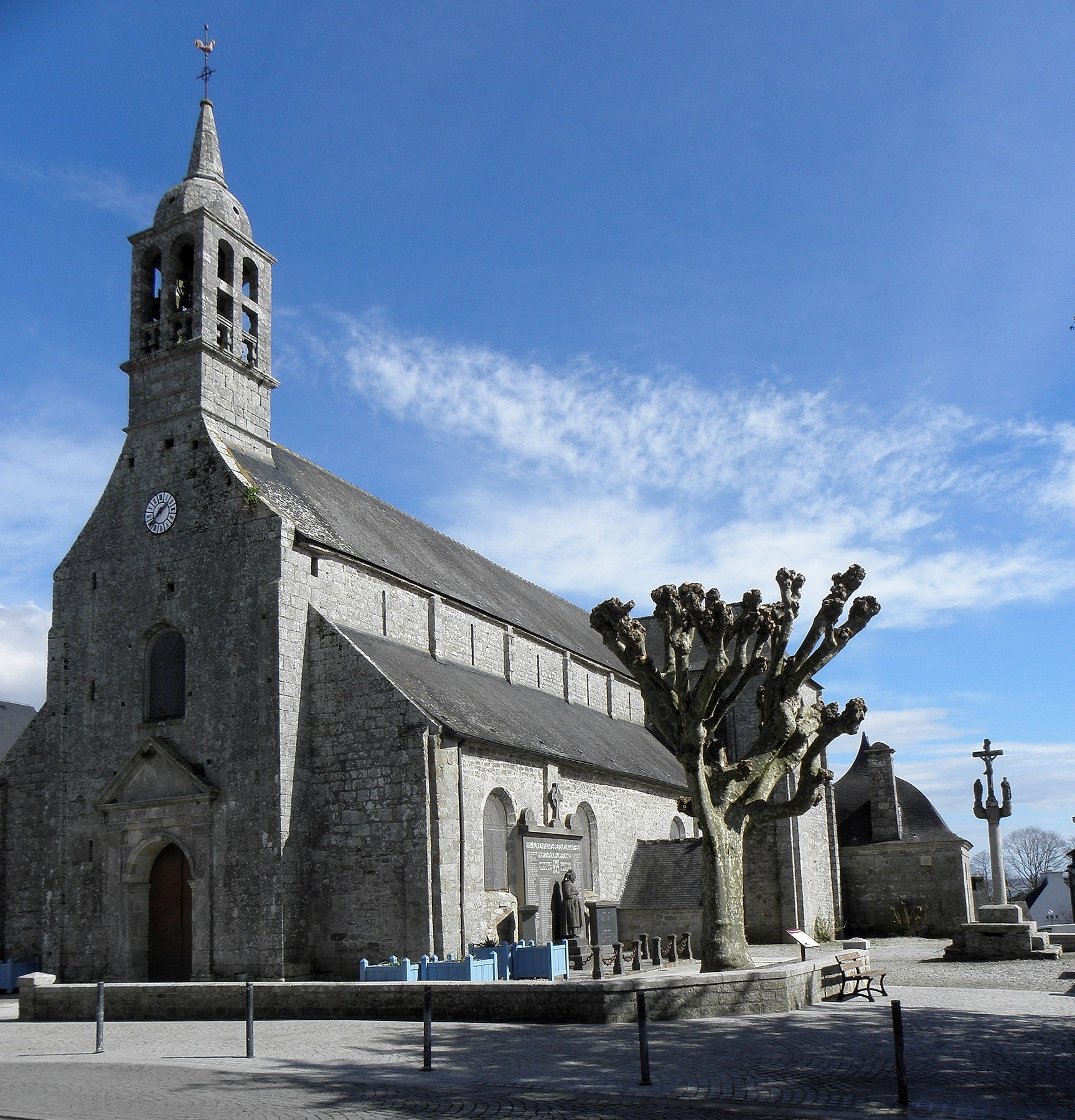
Pfarrkirche Saint-Pierre

Die katholische Pfarrkirche Saint-Pierre (auch Saint-Pierre-Saint-Paul) in Fouesnant, einer Gemeinde im Département Finistère in der französischen Region Bretagne, wurde Ende des 11. oder zu Beginn des 12. Jahrhunderts errichtet. Sie ist eine der am besten erhaltenen romanischen Kirchen im Finistère. Im Jahr 1930 wurde die Kirche als Monument historique in die Liste der Baudenkmäler in Frankreich aufgenommen.

## Architektur

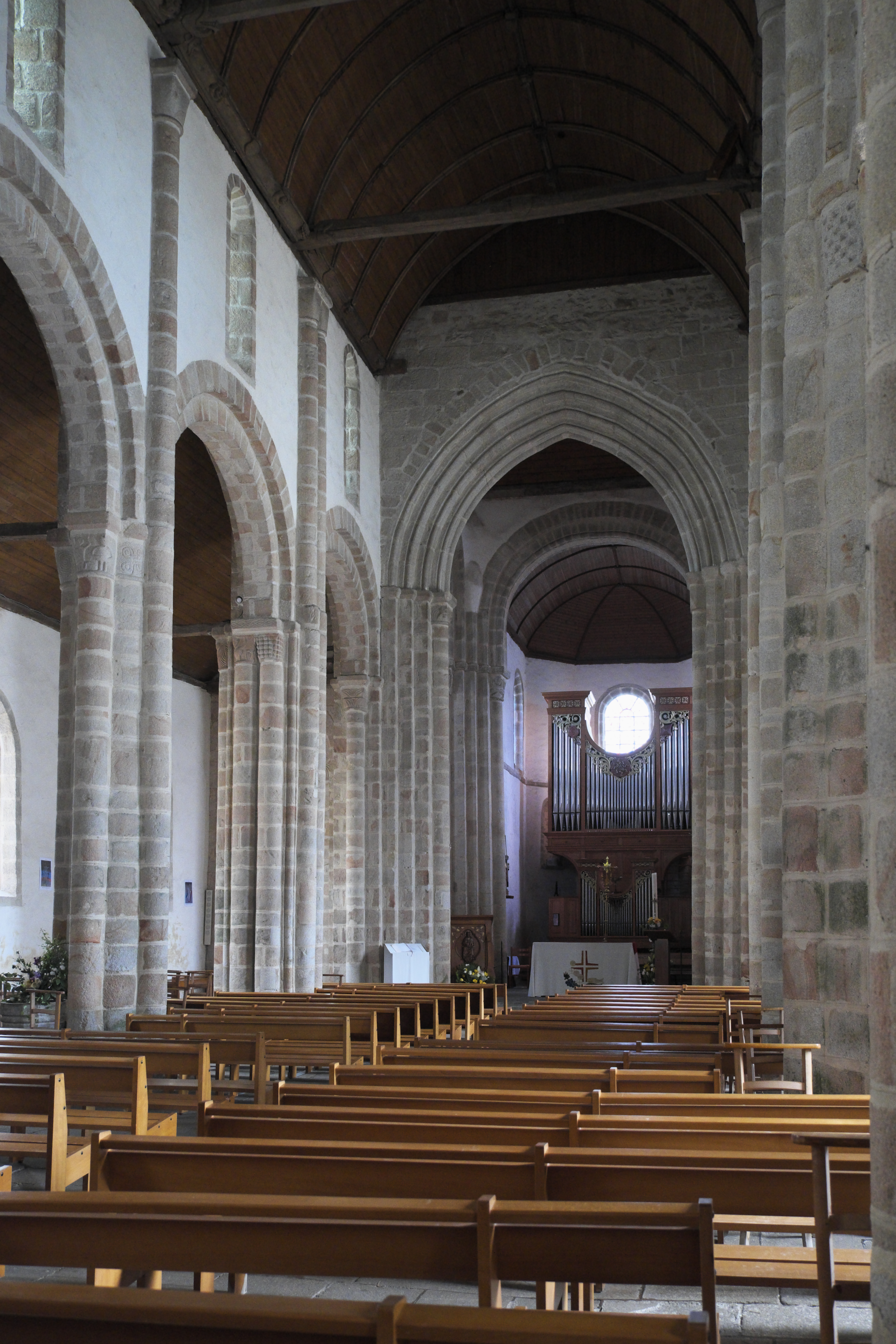
Mittelschiff, Blick zum Chor und zur Orgel

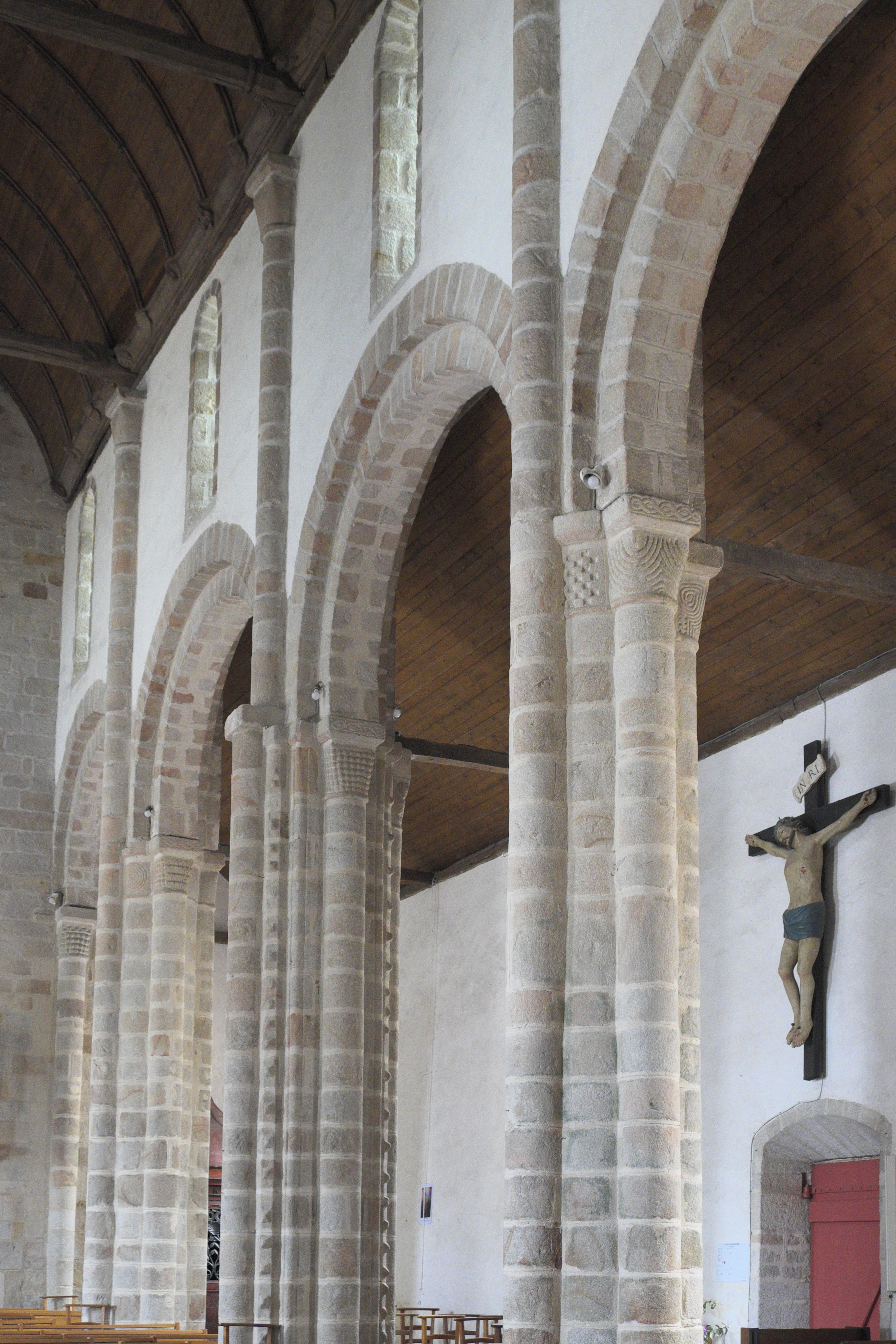
Mittelschiffarkaden

Die Kirche ist über dem Grundriss eines lateinischen Kreuzes errichtet. Langhaus und Seitenschiffe sind die ältesten Teile der Kirche. Sie besitzt ein dreischiffiges, in fünf Joche gegliedertes Langhaus, ein wenig ausgeprägtes Querschiff und einen polygonal geschlossenen Chor, an den sich zwei Apsiden anschließen. Der gesamte Innenraum ist mit Holzdecken gedeckt. Hohe Rundbogenarkaden trennen das Hauptschiff von den beiden schmalen Seitenschiffen. Die Arkaden ruhen auf Säulen und Halbsäulen, die noch mit romanischen Kapitellen verziert sind. 
Ein mehrfach profilierter Spitzbogen öffnet das Langhaus zur Vierung, die auf mächtigen kantonierten Pfeilern aufliegt. Die Wände der Querhausarme sind mit Blendarkaden verziert, die ursprünglich von Fenstern durchbrochen waren. Die Arkadenbögen weisen eine mehrfache Profilierung auf, die Mittelsäulen sind zum Teil mit figürlichen Kapitellen skulptiert.
Der ursprüngliche Chor war vermutlich halbrund geschlossen. Er wurde beim Einsturz des Vierungsturmes infolge eines Sturmes zerstört und 1754 wieder aufgebaut. Aus dieser Zeit stammen auch die Westfassade, der Glockenturm, die Fenster der Seitenschiffe und die südliche Vorhalle, für die eine Tür aus dem 15. Jahrhundert wiederverwendet wurde.

## Kapitelle
Eine besondere Aufmerksamkeit verdienen die Kapitelle der Kirche. Sie sind vielfältig gestaltet und weisen geometrische Motive, Pflanzendekor oder figürliche Szenen auf.

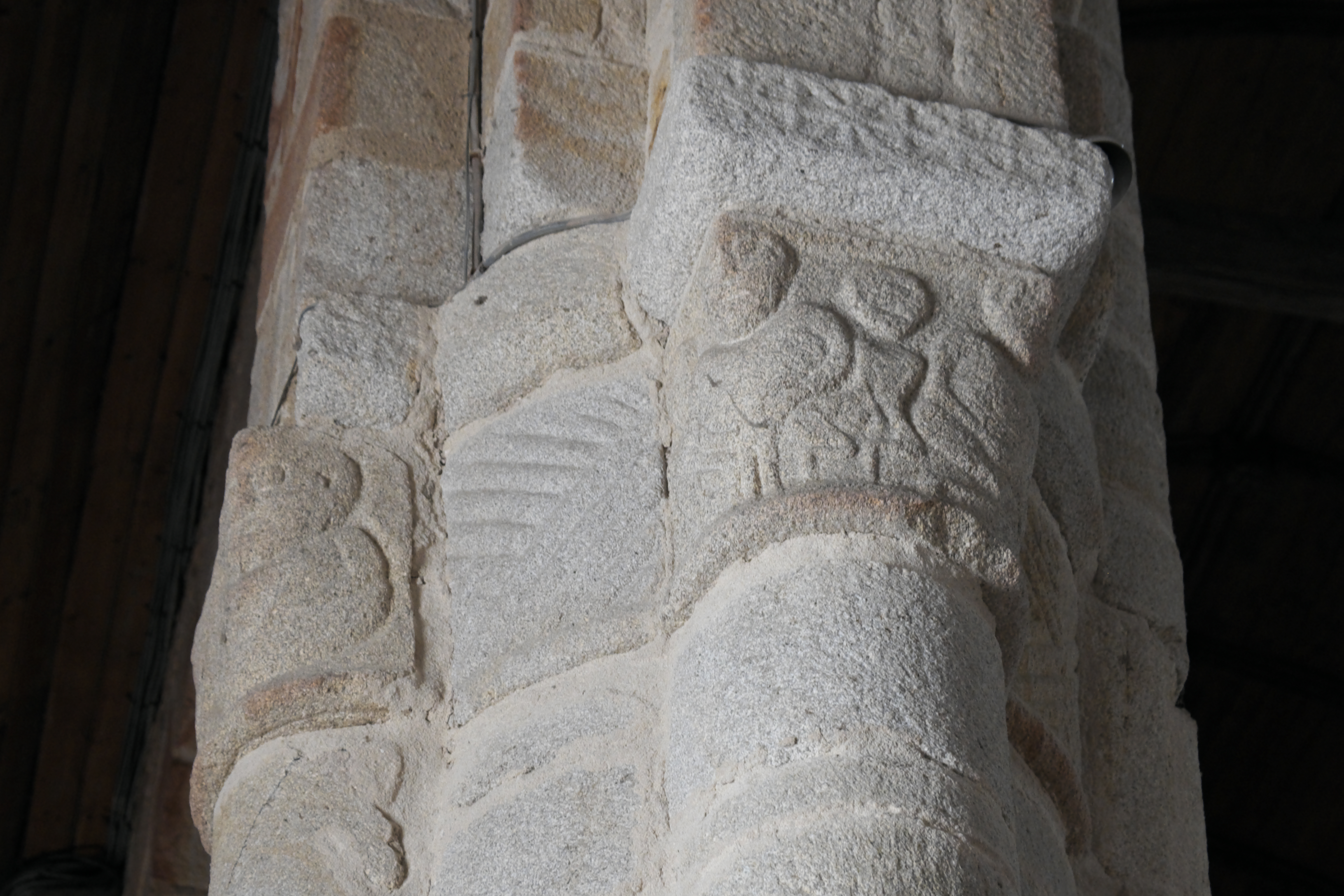
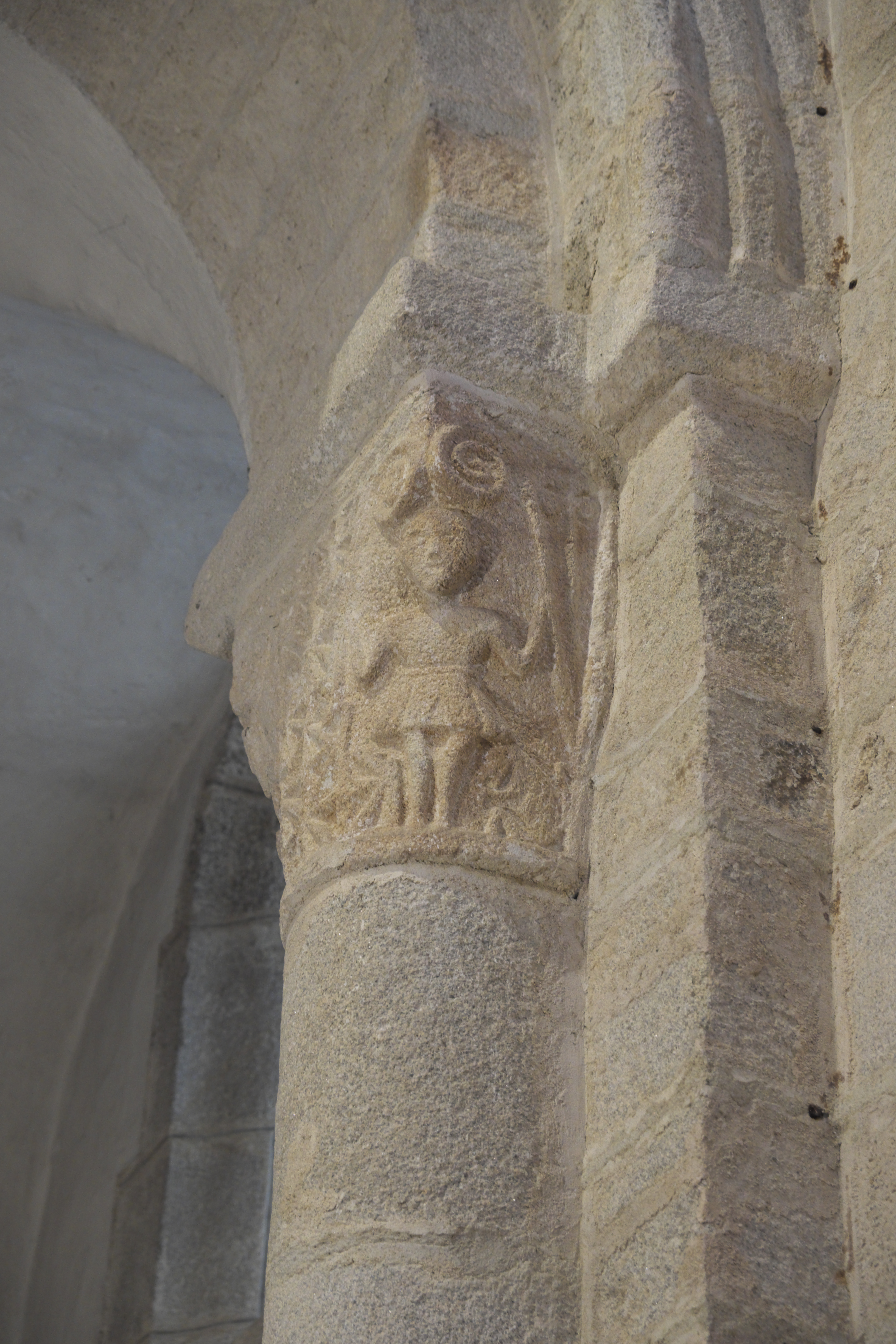
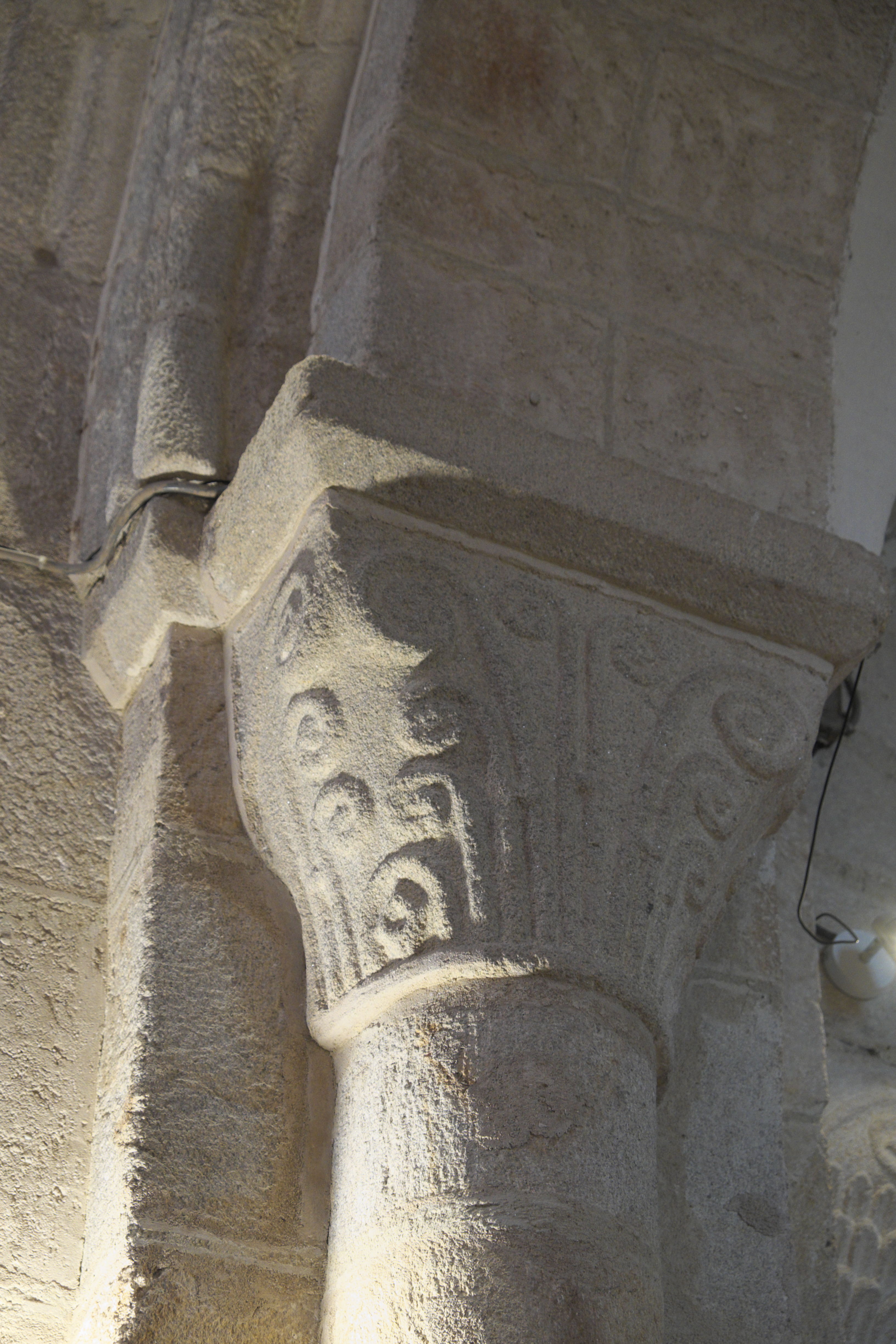
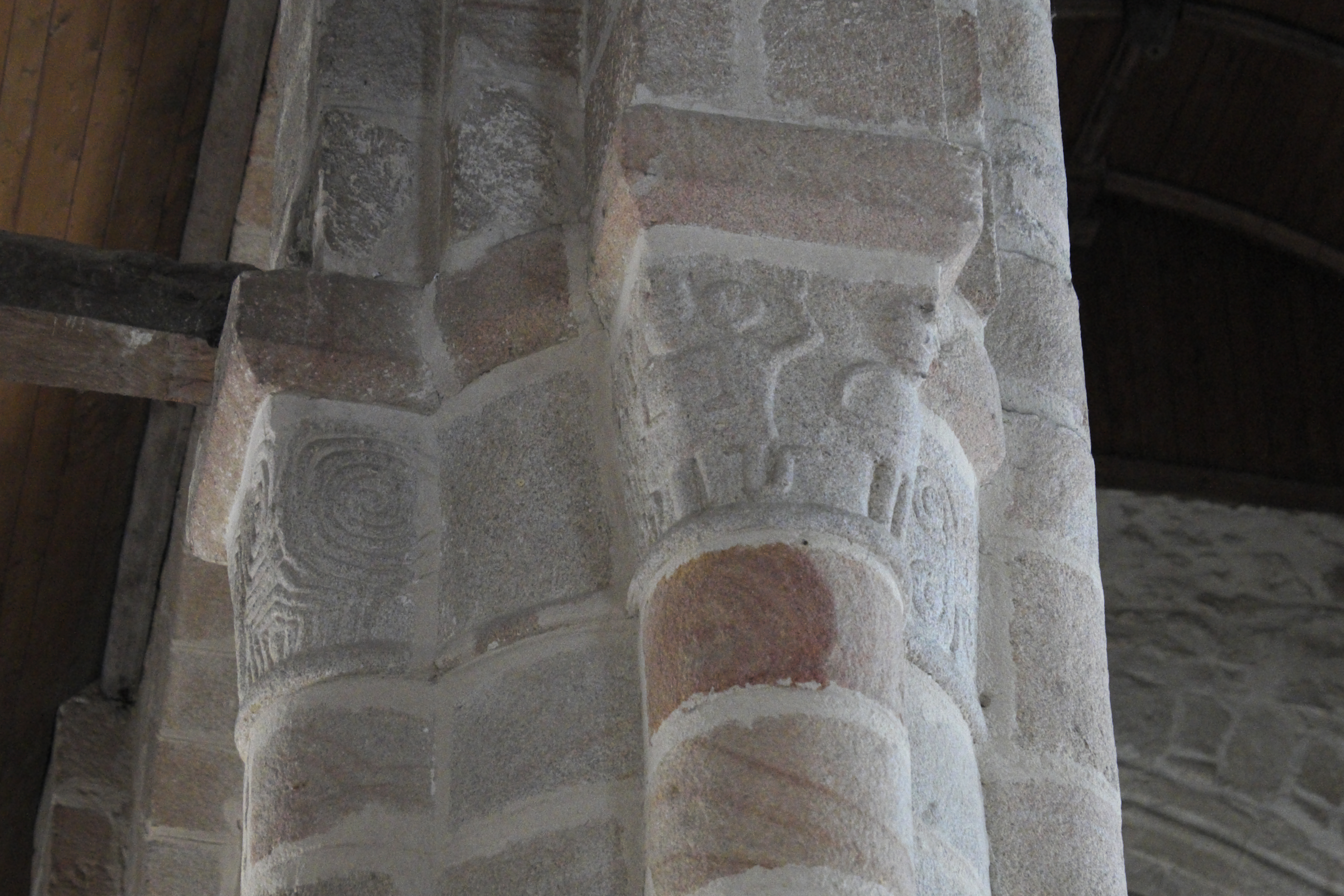
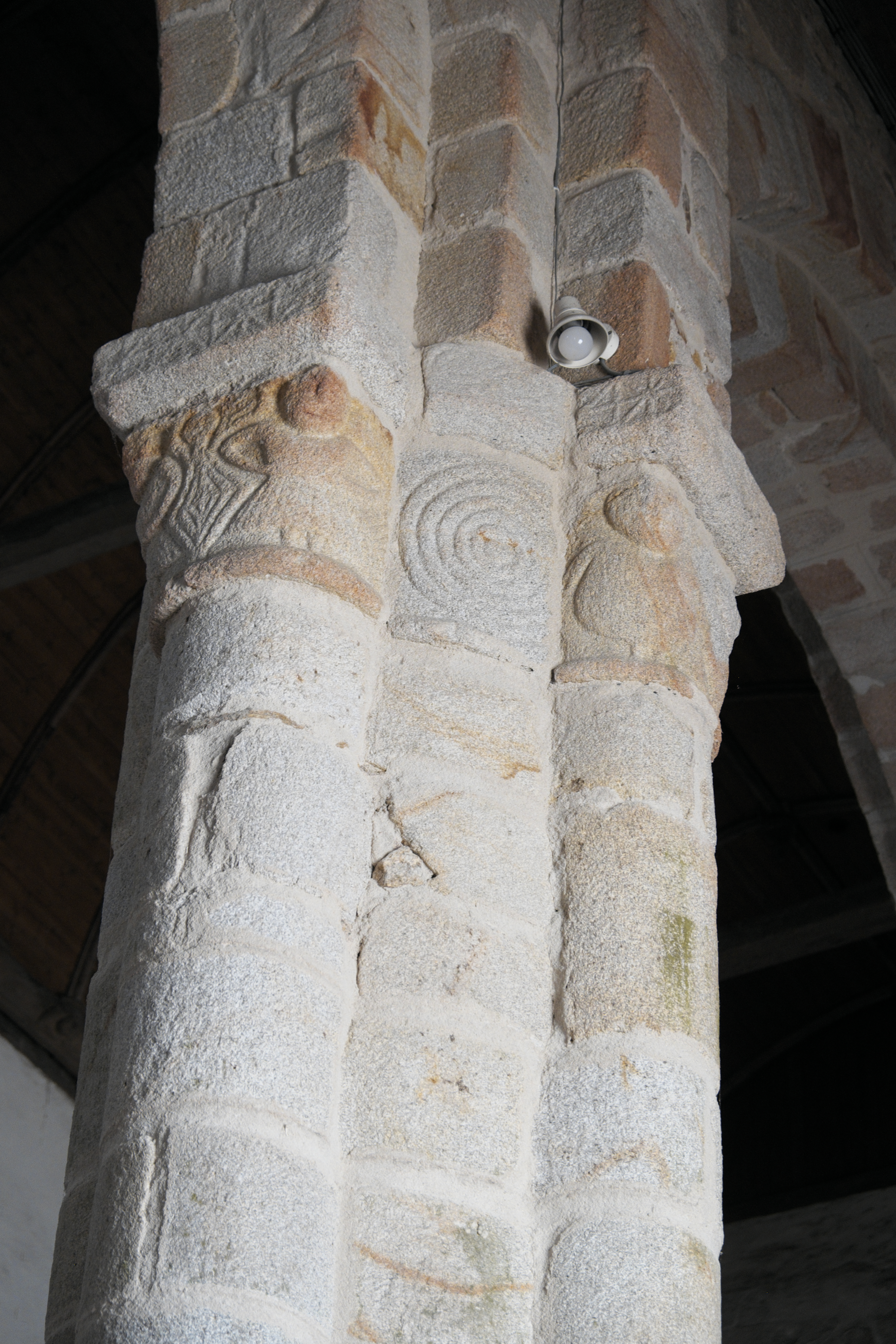
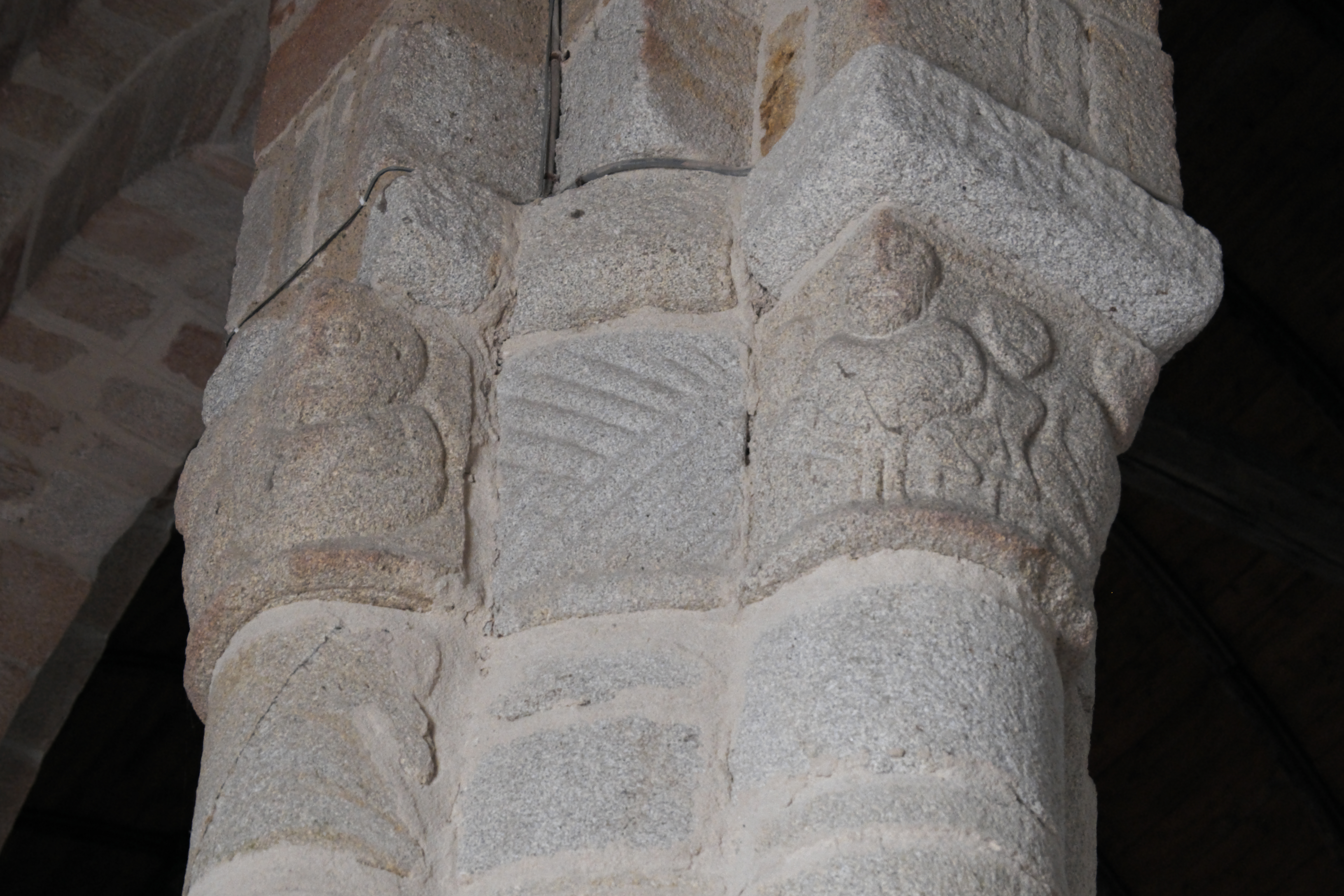
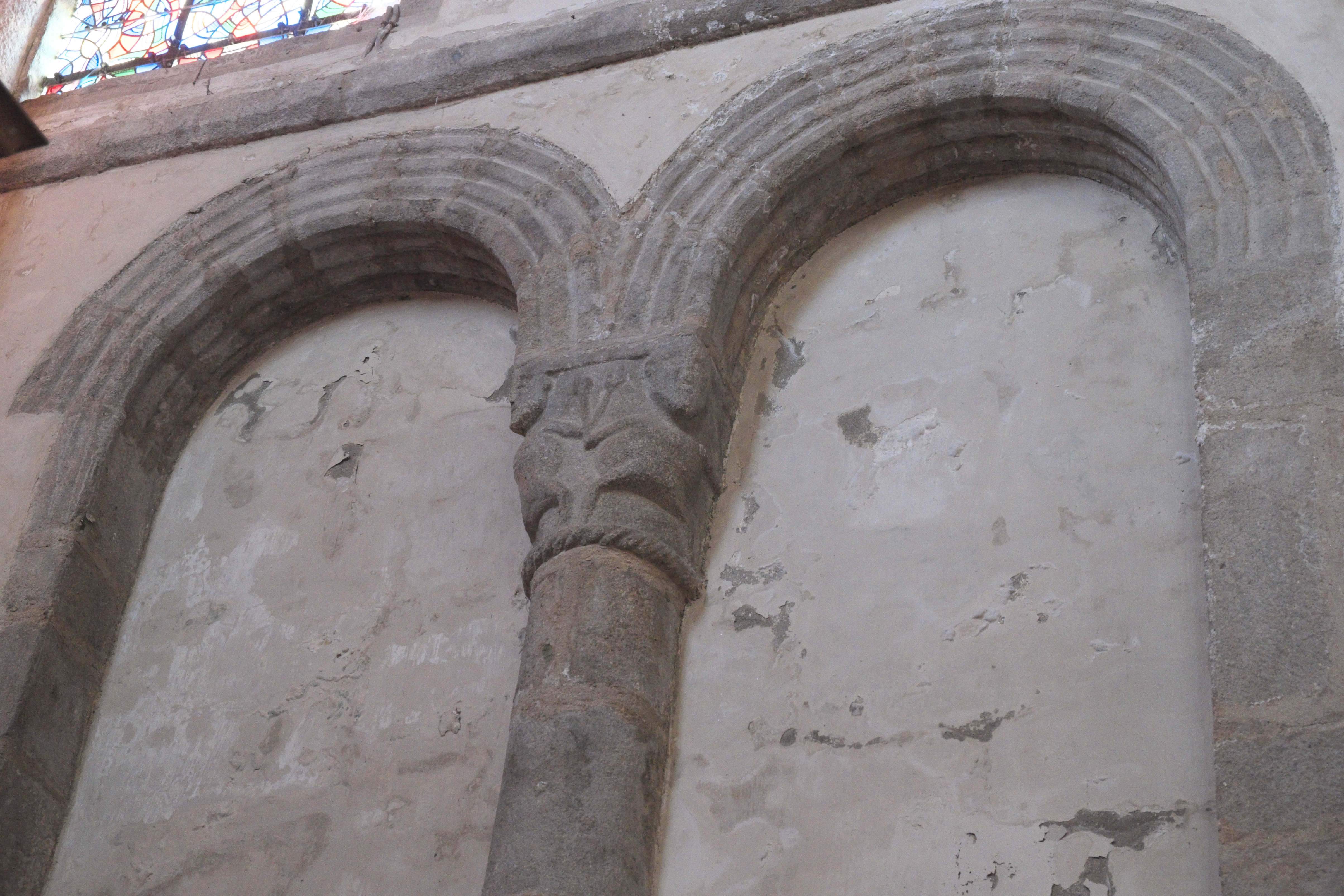

## Kriegerdenkmal

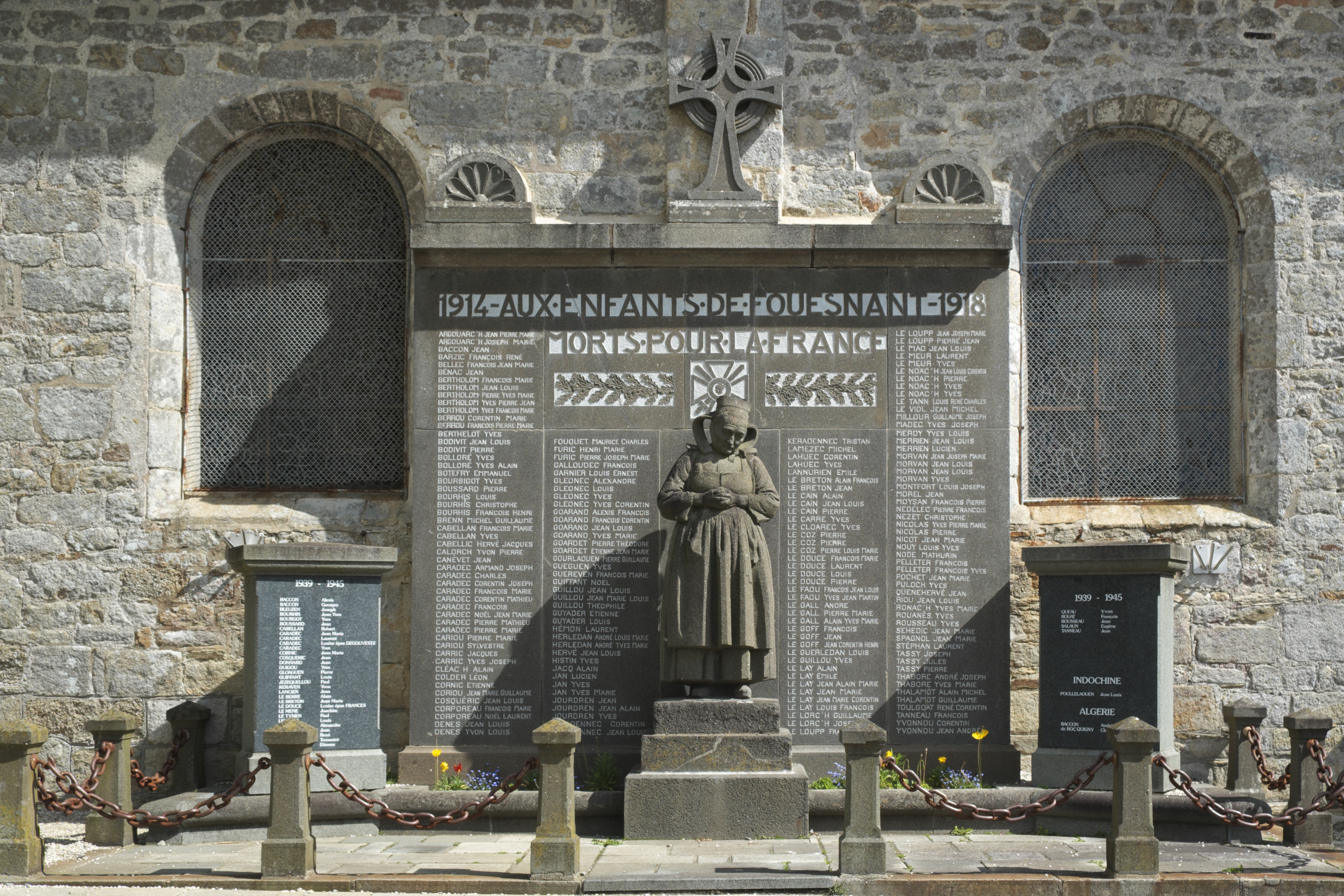
Kriegerdenkmal

An der Südseite der Kirche befindet sich ein Kriegerdenkmal, das im Jahr 1921 von René Quillivic ausgeführt wurde. Es zeigt ausnahmsweise keinen Soldaten, sondern eine Mutter in bäuerlicher Tracht, die um ihre im Krieg gefallenen Söhne trauert.